# Cyryl Klimowicz
Cyryl Klimowicz (sinh 1952) là một Giám mục người Kazakhstan của Giáo hội Công giáo Rôma. Trong công việc mục vụ, ông hoạt động ở nhiều vùng khác nhau: linh mục tại Ba Lan, Giám mục phụ tá Tổng giáo phận Minsk–Mohilev tại Belarus và hiện đang đảm trách làm Giám mục chính tòa Giáo phận Saint Joseph at Irkutsk, với địa phận tại Irkutsk, thuộc vùng Seberia, Bắc Á và Giám quản Tông Tòa Hạt Phủ doãn Tông Tòa Yuzhno Sakhalinsk, cả hai chức vụ đều nằm tại Liên bang Nga.

## Tiểu sử
Giám mục Cyryl Klimowicz sinh ngày 5 tháng 11 năm 1952 tại Amangeldi, Kazakhstan. Sau quá trình tu học dài hạn tại các chủng viện, ngày 8 tháng 6 năm 1980, Phó tế Klimowicz, 28 tuổi, tiến đến việc được truyền chức linh mục do Giám mục Józef Glemp , từ giáo phận Warmia (Ermland), thuộc Ba Lan chủ sự. Tân linh mục cũng là thành viên của linh mục đoàn của giáo phận này.
Gần 20 năm thực hiện các hoạt động mục vụ trên tư cách là một linh mục, ngày 13 tháng 10 năm 1999, tin tức từ Tòa Thánh loan bào việc Giáo hoàng đã tuyển chọn linh mục Cyryl Klimowicz, 47 tuổi, vào hàng ngũ các Giám mục, cụ thể là vị trí Giám mục Phụ tá Tổng giáo phận Minsk–Mohilev tại Belarus và danh hiệu Giám mục hiệu tòa Arba. Lễ tấn phong cho tấn phong cho vị giám mục tân chức được tổ chức vào ngày 4 tháng 12 cùng năm, với phần nghi thức truyền chức được cử hành cách trọng thể bởi 3 giáo sĩ cấp cao. Chủ phong cho vị tân chức là Hồng y Kazimierz Świątek, Tổng giám mục chính tòa Minsk-Mohilev. Hai vị còn lại với vai trò phụ phong là Tổng giám mục Dominik Hrušovský, Sứ thần Tòa Thánh tại Belarus và Giám mục Aleksander Kaszkiewicz, Giám mục chính tòa Giáo phận Grodno, Belarus.
Sau gần bốn năm thi hành chức vụ giám mục tại Belarus, Tòa Thánh ra thông báo thuyên chuyển Giám mục Cyryl Klimowicz đến liên bang Nga làm Giám mục chính tòa Giáo phận Saint Joseph at Irkutsk, thuộc vùng Irkutsk. Quyết định được cho công bố vào ngày 17 tháng 4 năm 2003. Từ năm 2004, ông còn kiêm thêm nhiệm vụ Giám quản Tông Tòa Hạt Phủ doãn Tông Tòa Yuzhno Sakhalinsk. Tháng 1 năm 2009, ông cùng các giám mục Công giáo tại Nga thực hiện chuyến viếng thăm Tòa Thánh Ad Limina.